# Браун, Томас (рыцарь)
Томас Браун (англ. Thomas Browne; 1402 — 20 или 29 июля 1460, Лондон, Королевство Англия) — английский рыцарь, член парламента. Во время Войн Алой и Белой розы встал на сторону Ланкастеров и был казнён йоркистами.

## Биография
Томас Браун принадлежал к рыцарскому роду, представители которого владели землями в Кенте и Суррее на юго-востоке Англии. Он был сыном и наследником сэра Роберта Брауна, племянником члена парламента Стивена Брауна. В 1436—1450 годах Томас состоял в судебных комиссиях Кента, в 1439 году стал верховным шерифом этого графства. Он заседал в парламенте как представитель Дувра (1439—1440), Кента (1445—1446) и Уоллингфорда (1449—1450). При дворе короля Генриха VI Браун занимал пост заместителя лорда-казначея при Мармадьюке Ламли, епископе Карлайла. В 1449 или 1451 году король посвятил его в рыцари.
Когда борьба между двумя ветвями королевской династии, Ланкастерами и Йорками, переросла в полномасштабную войну (1455), сэр Томас сохранил верность королю. Он дважды получал помилование от йоркистского правительства, в 1455 и 1458 годах, но и после этого продолжал борьбу. В июле 1460 года Браун попал в плен к йоркистам, занявшим Лондон. 20 июля его приговорили к смерти за государственную измену. По одним данным, сэра Томаса обезглавили в тот же день, по другим — подвергли квалифицированной казни через повешение, потрошение и четвертование в Тайберне 29 июля.

## Семья
Томас Браун был женат на Элеоноре Фицалан, дочери и наследнице сэра Томаса Фицалана и Джоан Мойнс, внучке 2-го барона Арундела и племяннице 13-го графа Арундела. В этом браке родились семь сыновей и две дочери:
- Уильям[1];
- Джордж (умер в 1483)[1];
- Томас[1];
- Энтони (1443—1506)[1];
- Роберт[1];
- Леонард[1];
- Эдуард[1];
- Кэтрин, жена Хамфри Сэквилла[1];
- Джейн[5].

Элеонора после смерти Брауна вышла замуж во второй раз — за Томаса Вогана.